# لئون خارویچ
لئون خارِویچ (لهستانی: Leon Charewicz؛ ‏۲۴ فوریه ۱۹۵۱) بازیگر لهستانی تئاتر، سینما و تلویزیون است. وی دانش‌آموختهٔ رشتهٔ بازیگری در مدرسه ملی فیلم ووچ است.
از فیلم‌ها یا مجموعه‌های تلویزیونی که وی در آن‌ها نقش داشته‌است، می‌توان به حالا یا هرگز!، کینگ‌سایز، دوران پیمان‌شکنی، طایفه، خانواده جایگزین، در خوشی و سختی، ع چون عشق، در خیابان سپولنی، موج جرم و جنایت، خانه کشیش، ماگدا ام.، دو روی سکه، جهان به روایت خانواده کیپسکی، تیم، کارآگاهان جنایی، دوران افتخار، پدر متیو، دهن‌به‌دهن، قانون حقیقی، پزشکان، قرارداد، کمیسر آلکس، دختران جنگ، هتل ۵۲، کاتین، تلخ و شیرین و روز کوتاه کاری اشاره نمود.